# Дуб-велетень (пам'ятка природи, Демидівський район)
Дуб-ве́летень — ботанічна пам'ятка природи місцевого значення в Україні. Розташована в межах Дубенського району Рівненської області, на території Демидівської селищної ради, на південь від села Хрінники. 
Площа 1,3 га. Створена рішенням Рівненського облвиконкому № 343 від 22.11.1983 року. Землекористувач — ДП «Млинівський лісгосп» (Дублянське лісництво, кв. 53, виділ 21). 
Дуб-велетень має вік приблизно 560 років, виділяється своєю могутністю, має висоту понад 30 м, діаметр близько 2 м. Його крона розкидиста та життєздатна. Дуб-велетень росте в розрідженому дубовому насадженні штучного походження віком 220 років. За продуктивністю це насадження III бонітету, яке зростає у вологій грабово-дубовій діброві із запасом деревостану 100 м³/га. 
Дубово-грабові ліси, які нині оточують дуб-велетень, характеризуються двоярусним деревостаном. Перший ярус утворює дуб віком 60-70 років, є окремі дуби віком понад 100 років. Другий ярус утворює граб. У трав'яному покриві переважає підмаренник запашний та яглиця звичайна. Трапляються щитники чоловічий та шартрський, підлісник європейський, воронець колосистий, веснівка дволиста, фіалки дивна та Рейхенбаха, копитняк європейський, чина лісова. 
На прилеглих ділянках трапляють фрагменти угруповань дубово-грабових лісів барвінкових. Дуб огороджений, підтримується у належному стані.

## Галерея

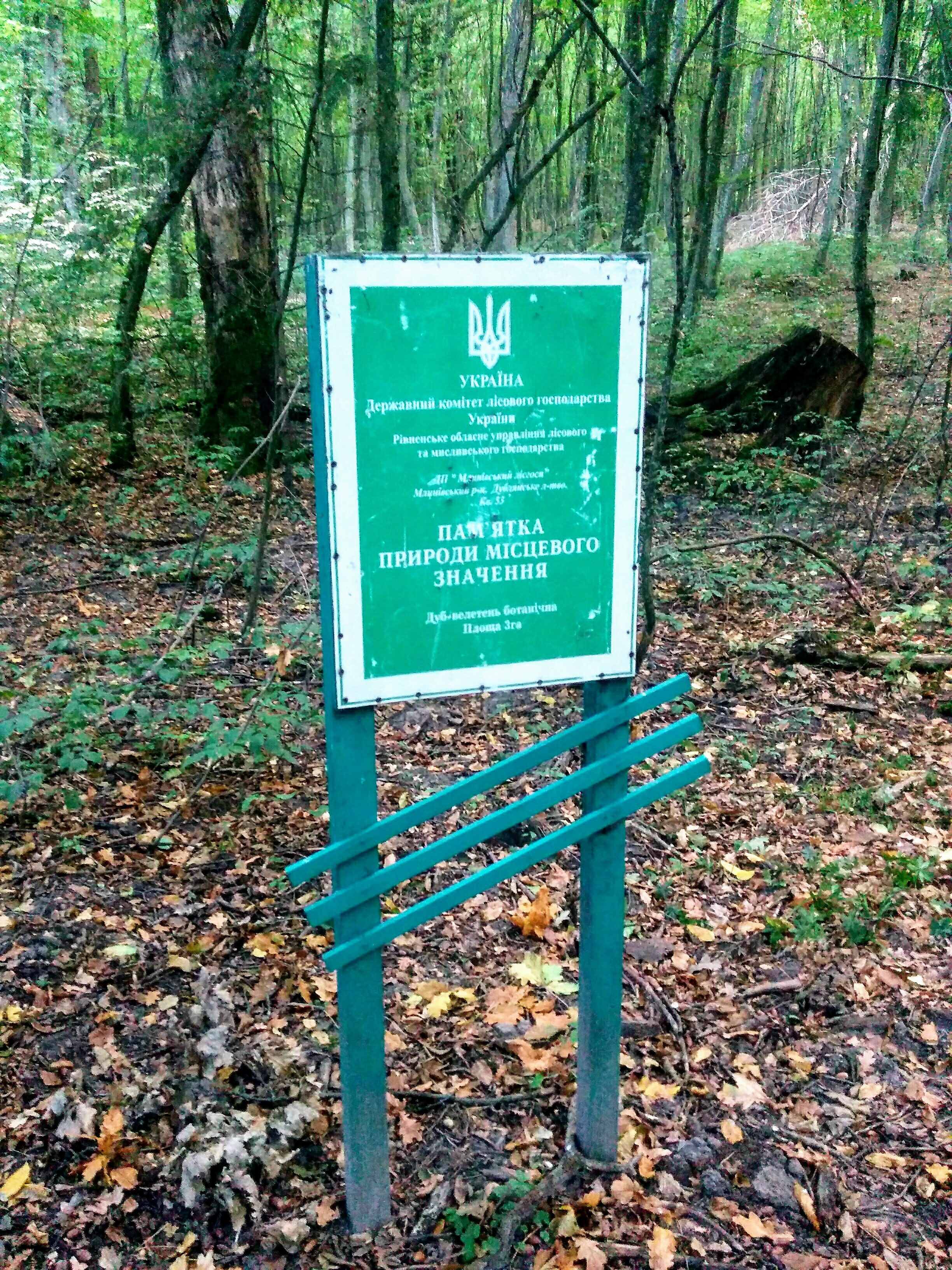
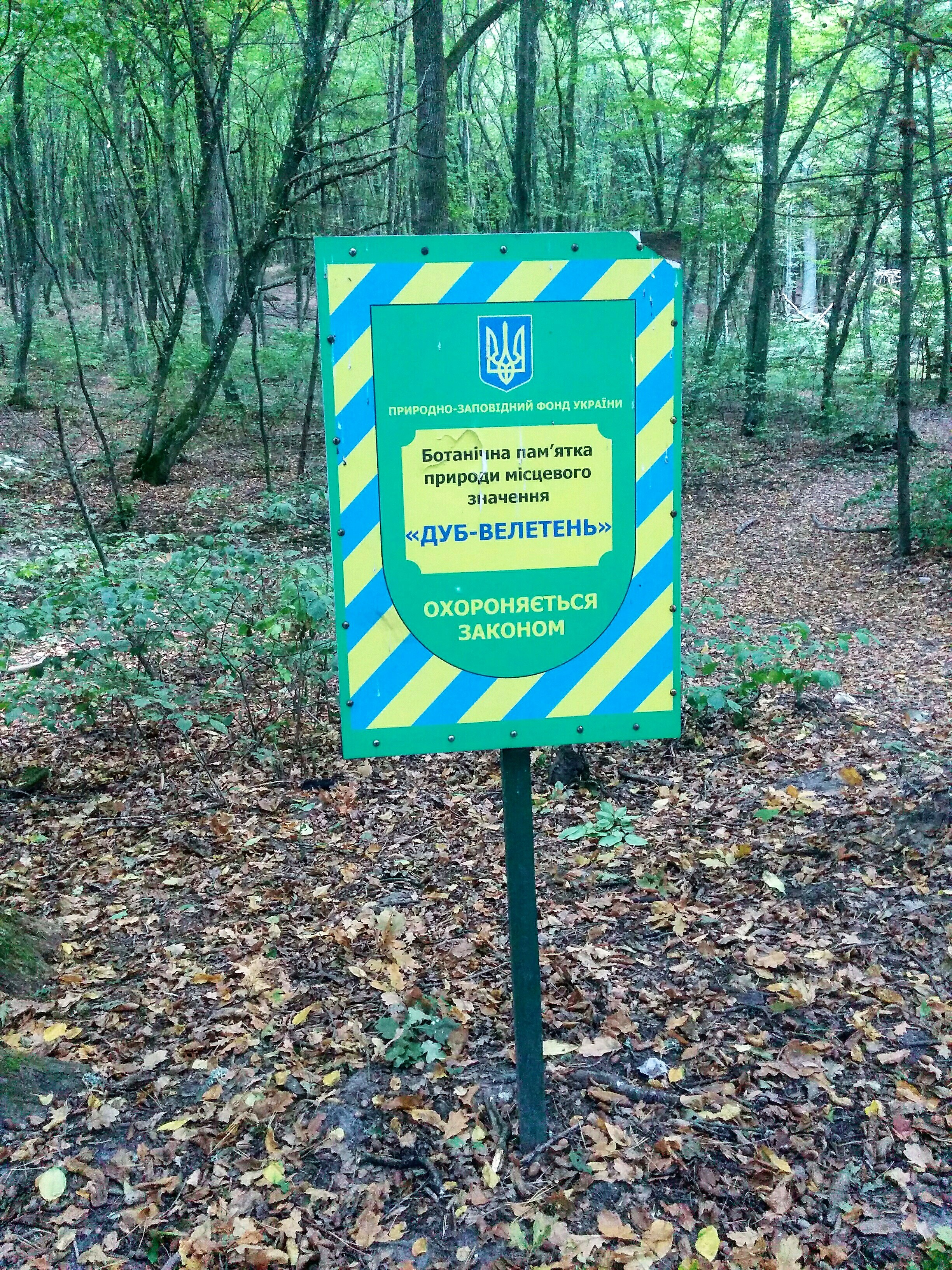
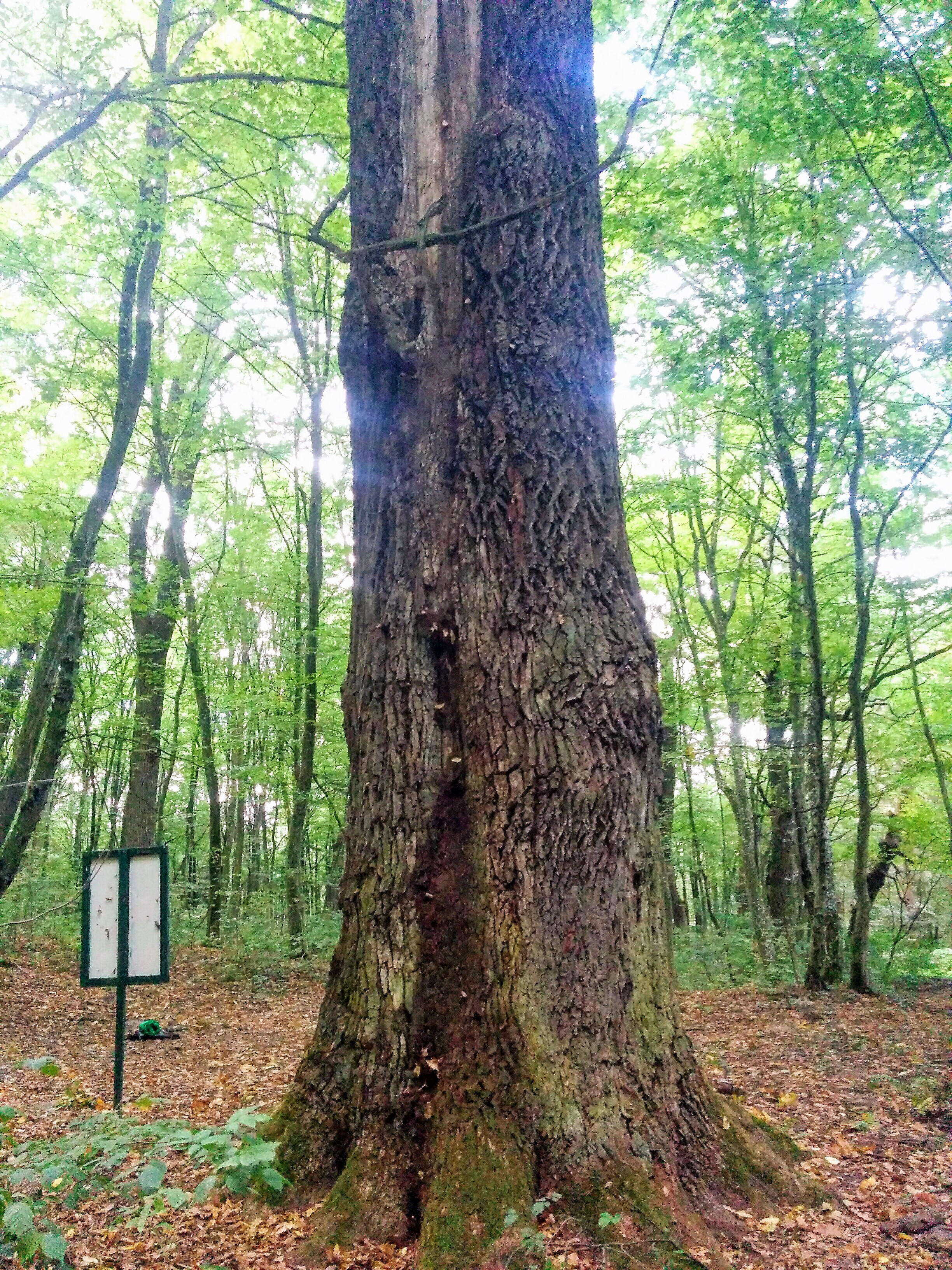